# Adolf Wagner (politico)
Adolf Wagner (Algringen, 1º ottobre 1890 – Bad Reichenhall, 12 aprile 1944) è stato un politico tedesco funzionario del partito nazista, Gauleiter a Monaco di Baviera e Ministro degli Interni della Baviera per gran parte del Terzo Reich.

## Biografia

### Primi anni
Nacque ad Algringen in Alsazia-Lorena da padre minatore, Wagner frequentò la volksschule locale e la realschule a Metz e Pforzheim. Dopo aver prestato servizio come volontario per un anno nel reggimento di fanteria 143, Wagner studiò scienze naturali e matematica all'Università di Strasburgo per un anno e poi estrazione mineraria alla RWTH di Aquisgrana per tre anni. Si laureò come ingegnere minerario nel 1914, allo scoppio della prima guerra mondiale si offrì volontario nell'esercito imperiale tedesco. Fu assegnato al reggimento di fanteria 135 come sottufficiale sul fronte occidentale, fu promosso tenente nel 1917 e prestò servizio come comandante di compagnia e come ufficiale di servizio presso il quartier generale del reggimento. Fu ferito due volte, prima da gas velenosi e nel 1918 perse la gamba destra sotto il ginocchio. Fu insignito della Croce di Ferro, 1ª e 2ª classe, e quindi congedato nel 1918 alla fine della guerra.
Wagner tornò in Lorena dopo la guerra ma nel 1919 fu espulso dalle autorità francesi quando l'area fu restituita alla Francia secondo i termini del Trattato di Versailles. Si trasferì in Baviera e, tra il 1919 e il 1929, fu direttore di diverse società minerarie.

### Carriera nazista
Wagner si unì al partito nazista nel 1923 (nº 11.330) e divenne l'Ortsgruppenleiter (leader del gruppo locale) a Erbendorf. Partecipò al fallito Putsch di Monaco del 9 novembre 1923, per il quale si guadagnò l'Ordine del Sangue. Quando il partito nazista fu bandito si unì al Völkischer Block, un'organizzazione di ispirazione nazista. Fu inviato al Landtag bavarese nelle elezioni dell'aprile 1924, prestandovi servizio fino all'ottobre 1933. Nel gennaio 1932 fu condannato da un tribunale a una multa di 250 ℛℳ o dieci giorni di carcere per aver aggredito un giornalista.

### Gauleiter
Cinque mesi dopo la riabilitazione del partito nazista, vi si unì nuovamente il 20 luglio 1925. Il 1º ottobre 1928 fu nominato Gauleiter dell'Alto Palatinato. Il 1º novembre 1929 fu trasferito al prestigioso incarico di Gauleiter di Monaco, sede del movimento nazista. Infine, il 16 novembre 1930 il suo Gau assorbì il vicino Gau dell'Alta Baviera e divenne Gauleiter del Gau München-Oberbayern, a cui fu data la speciale designazione di Traditionsgau. Come Gauleiter di Monaco, Wagner fu il maestro di cerimonie per le commemorazioni annuali del Putsch del 1923, ogni 9 novembre. Inoltre, a Wagner fu conferito il titolo onorifico di Portavoce del Partito, una designazione speciale che gli permise di leggere i proclami del Führer in occasione degli eventi pubblici come l'annuale raduno del partito nazista a Norimberga: il tono, l'intonazione e lo stile del discorso di Wagner furono considerati molto simili a quelli di Adolf Hitler.
Il 9 marzo 1933, poco dopo la presa del potere nazista in Germania, Wagner fu inviato da Hitler a prendere in carico l'apparato di polizia bavarese come Commissario di Stato (Staatskommissar) per il Ministero dell'Interno bavarese. Con questo incarico controllò tutto l'apparato di sicurezza dello Stato. Sostenne l'istituzione di speciali strutture di custodia protettiva che portarono Heinrich Himmler, allora presidente ad interim della polizia a Monaco, a istituire il primo campo di concentramento nazista a Dachau. Il 23 marzo, Wagner fu nominato membro della Sturmabteilung con il grado di SA-Gruppenführer, poi promosso a SA-Obergruppenführer il 9 novembre 1937.
Il 12 aprile 1933 fu formalmente nominato ministro degli interni e anche Vice Ministro presidente della Baviera: esercitò un enorme potere sia nel partito che nel governo, nonostante riferisse nominalmente al Reichsstatthalter (governatore del Reich) Franz Ritter von Epp. Fu eletto deputato al Reichstag nel novembre 1933 per il collegio elettorale 24, Alta Baviera-Svevia. Il 28 novembre 1936 fu anche nominato ministro bavarese dell'istruzione e della cultura.
Nel maggio 1934 incontrò il vice Führer, Rudolf Hess, a capo di una task force incaricata di riformare la struttura del Reich: fu oppositore del federalismo, Wagner sostenne il controllo centralizzato da parte del partito. Nel febbraio 1935, Wagner produsse un lungo rapporto intitolato "Ricostruzione del Reich" dove chiedeva:
- di affidare tutto il potere decisionale legislativo ed esecutivo nelle mani dei funzionari del partito, lasciando le autorità statali come mere entità amministrative;
- prevedeva nuove divisioni territoriali dette Reichsgau che superavano i tradizionali confini federali;
- i capi di partito delle nuove aree sarebbero diventati una sorta di viceré, indiscussi delle loro giurisdizioni.

Tuttavia, la Reichsreform di Wagner non andò mai oltre la fase di pianificazione per la Germania vera e propria perché, a causa degli interessi contrastanti coinvolti e del significativo respingimento da parte degli organi statali, Hitler ne perse presto l'interesse. Tuttavia, la riforma sarebbe servita come modello politico quando furono assorbiti nel Reich i territori stranieri.

#### Ruolo nell'epurazione delle SA, nei pogrom ebraici e nella persecuzione religiosa
Wagner svolse un ruolo chiave durante l'epurazione dei leader delle SA nota come la notte dei lunghi coltelli il 30 giugno 1934. Quando Hitler arrivò a Monaco, scoprì che Wagner aveva già arrestato i leader delle SA di Monaco. Istituì anche delle pattuglie nella stazione ferroviaria di Monaco per verificare la presenza dei leader delle SA ricercati al loro arrivo in città. Quando il direttore della prigione di Stadelheim si rifiutò di consegnare sei leader delle SA al plotone d'esecuzione delle SS in quanto l'elenco dei nomi ricevuto non era firmato, Wagner stesso firmò il documento in qualità di Ministro dell'Interno bavarese, e i sei furono consegnati alle SS e giustiziati.
Nel portare avanti le politiche antisemite del partito nazista, Wagner istigò e organizzò delle violente manifestazioni anti-ebraiche nel centro di Monaco nel maggio 1935, con la presenza di circa 200 membri delle SA e delle SS. Il 9 luglio 1938, la sinagoga principale di Monaco fu distrutta per ordine di Wagner. Pochi mesi dopo, durante la Notte dei cristalli del 9-10 novembre 1938, i nazisti distrussero anche altre sinagoghe storiche in tutta la città e saccheggiarono i negozi ebrei. Il 12 novembre, a seguito di un discorso in cui Wagner denunciò i cattolici romani come alleati degli ebrei, una folla violenta attaccò la residenza dell'arcivescovo Michael Faulhaber, in precedenza critico nei confronti dei nazisti.
In qualità di Ministro dell'Istruzione bavarese, il 23 aprile 1941 Wagner ordinò che la preghiera scolastica fosse sostituita con canti nazisti e che i crocifissi e le immagini religiose fossero rimossi dalle aule bavaresi, cosa che indignò la Chiesa cattolica romana e il grande pubblico fortemente cattolico. L'opposizione a questa mossa fu tale che Wagner fu costretto a revocare l'ordine il 28 agosto, una delle rare circostanze di opposizione pubblica di successo nella Germania nazista.

#### Rapporto con Hitler
Nonostante questa battuta d'arresto, Hitler apparentemente rimase in buoni rapporti con Wagner, Alter Kämpfer e detentore del Distintivo d'oro del Partito Nazista. Fiducioso dei suoi stretti legami con Hitler, Wagner si vantò apertamente di aver spesso ignorato le direttive dei ministri del Reich. In altre occasioni, Hitler mise a disposizione di Wagner il suo aeroplano per i viaggi a Berlino. Wagner generalmente poteva fare appello direttamente a Hitler quando sorgevano conflitti con altri funzionari, poiché faceva spesso parte della cerchia di intimi invitati alla residenza di Hitler sull'Obersalzberg. Un raro filmato 8 mm a colori di Wagner appare tra i filmati amatoriali girati dalla compagna di Hitler, Eva Braun. Può essere visto parlare con Hitler sulla terrazza della residenza bavarese di Hitler, il Berghof, vicino a Berchtesgaden.

## Anni di guerra, malattia e morte
Allo scoppio della seconda guerra mondiale, il 1º settembre 1939, Wagner fu nominato Commissario per la difesa del Reich per i Wehrkreise (distretti militari) VII e XIII. Fu l'unico commissario nominato a capo di due distretti. La sua giurisdizione incluse il suo Gau e altri quattro Gau bavaresi (Bayreuth, Franconia, Mainfranken e Svevia) così come la sezione nord-occidentale del Reichsgau Sudetenland. In questa posizione, Wagner assunse la responsabilità di protezione civile e difesa aerea oltre le attività di evacuazione, nonché la gestione dell'economia di guerra locale amministrando il razionamento e sopprimendo le attività del mercato nero. Il 15 novembre 1940 divenne Commissario per gli alloggi per il suo Gau e, il 6 aprile 1942, fu nominato Rappresentante nel Gau Monaco-Alta Baviera per Fritz Sauckel, in qualità di plenipotenziario generale per la distribuzione del lavoro: in questo ruolo, Wagner contribuì a procurare i lavoratori forzati per le industrie tedesche in tempo di guerra.
Wagner soffrì per molti anni degli effetti dell'alcolismo cronico e le sue condizioni peggiorarono nel novembre 1941 dopo le operazioni subite per il suo incidente alla gamba della prima guerra mondiale. Nel giugno 1942, mentre si stava ancora riprendendo, fu sostituito nelle sue funzioni ufficiali da Paul Giesler. Durante una manifestazione del partito a Traunstein il 15 luglio 1942, subì un ictus che lo rese gravemente inabile con problemi alla parola e di mobilità. Wagner rimase nominalmente al suo posto fino a quando un secondo ictus provocò la sua morte il 12 aprile 1944, momento in cui Giesler fu nominato suo successore permanente. Il Führer, sempre più solitario, fece una rara apparizione pubblica per partecipare al sontuoso funerale di Wagner, il 17 aprile al Deutsches Museum, che incluse un elogio del ministro della Propaganda Josef Goebbels. Il defunto Gauleiter fu insignito postumo dell'Ordine teutonico, la più alta onorificenza del partito nazista. Fu sepolto vicino all'Ehrentempel, luogo che ospitava i resti di coloro che furono uccisi nel Putsch di Monaco.